# Zénobe Gramme
Zénobe Théophile Gramme, född 4 april 1826 vid Liège, död 20 januari 1901 i Bois-Colombes, var en belgisk elektrotekniker.
Gramme var en tid modellsnickare i Paris, men studerade sedermera elektroteknik och fysik. Han gav genom sina konstruktioner ett av de viktigaste bidragen till den moderna elektriska maskintekniken, vilken kan räkna sin början från uppfinningen en likströmsgenerator, kallad Grammes maskin, vilken han konstruerade 1870 under medverkan av Hippolyte Fontaine.
Redan förut hade åtskilliga konstruktioner av strömgenererande maskiner sett dagen, dock utan att kunna nå någon praktisk betydelse. Samma idé, som av Gramme självständigt uppfanns och gjordes fruktbärande, hade angivits av italienaren Antonio Pacinotti redan 1860, men stannade då inom laboratoriets väggar och föll i glömska.
Asteroiden 2666 Gramme är uppkallad efter honom.

## Utmärkelser
- Officer av Hederslegionen
- Kommendör av Leopoldsorden
- National Inventors Hall of Fame,  2006[5]

[Redigera Wikidata]